# 인도네시아 요리

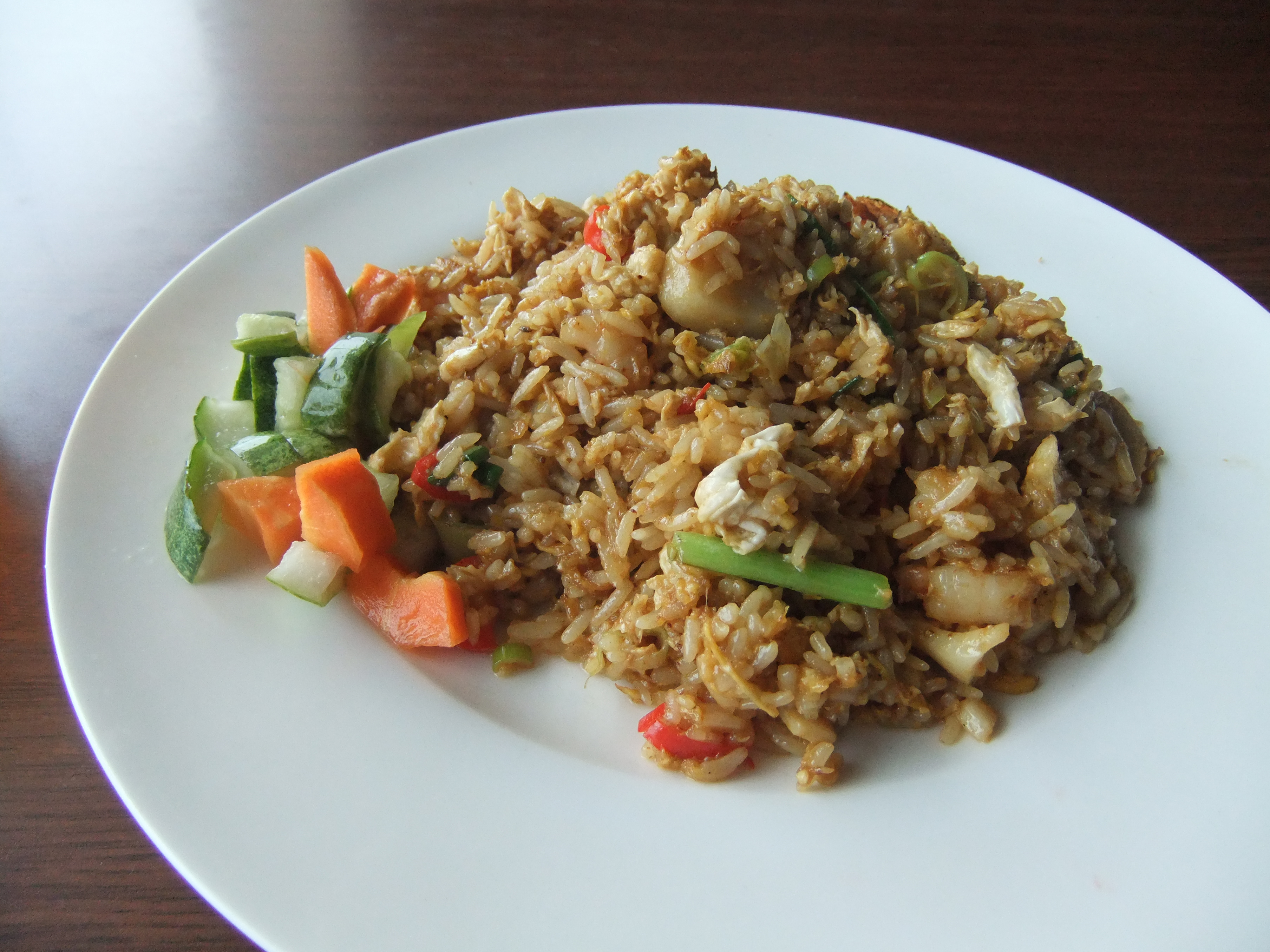
나시 고렝

인도네시아 요리(Indonesia 料理, 인도네시아어: masakan Indonesia 마사칸 인도네시아[*])는 해양 동남아시아에 있는 인도네시아의 요리이다. 사람이 많이 사는 섬들의 다양한 요리 방식이 한데 모여있어 그 다양성이 두드러진다. 역사적으로 인도네시아는 천연 자원과 위치의 특성으로 주변 나라와의 무역이 오래전부터 번성하였다. 적어도 말레이 반도 주변의 인도네시아 지방을 보면 향신료나 독특한 특질은 인도의 영향을 받았다고 할 수 있다. 이러한 영향은 중동, 중국을 포함하여 최종적으로는 유럽까지 간다. 스페인과 포르투갈의 교역자들이 신세계의 향신료를 유럽에 가져가는 일을 하였으며 때문에 말루쿠 섬은 "향신료의 섬"이라는 별칭을 얻었다.
유명한 요리는 아시아 전역에서 흔한 편이다. 대중적인 인도네시아 음식인 사테나 렌당은 싱가포르나 말레이시아에서도 인기 있다. 템페라고 하는 음식은 인도네시아의 열대 기후에 적용한 두부의 형태이다.

## 쌀 요리

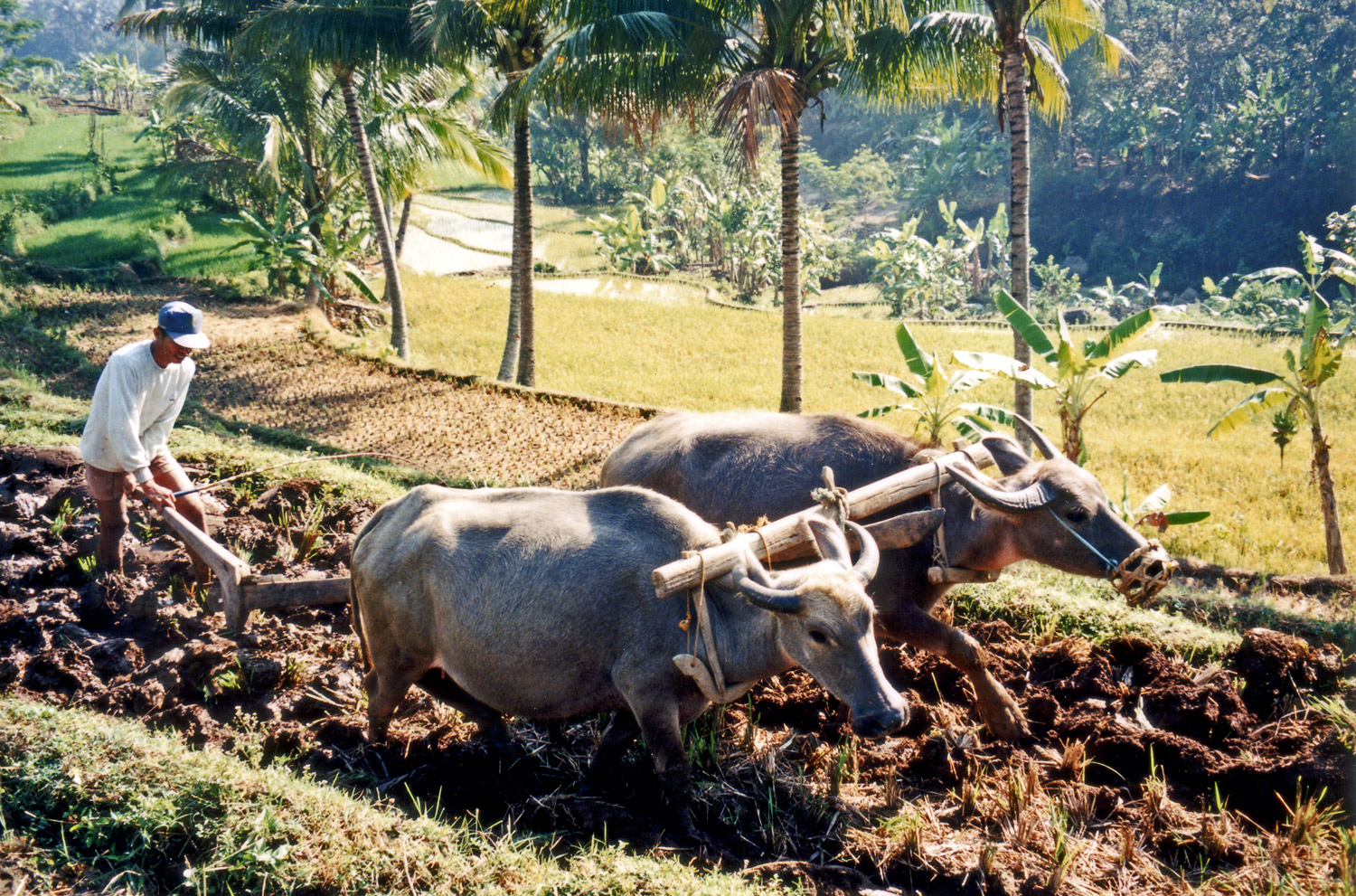

인도네시아에서 쌀은 계층을 막론하고 가장 중요한 작물이다. 인도네시아는 세계에서 세 번째로 논벼를 많이 생산하는 나라이며 벼를 많이 재배하기 때문에 과거에 비해 자연 풍경도 많이 바뀌었다. 모든 식사에 쌀이 들어가는 것은 자연스러워 보인다. 쌀을 바나나 잎으로 싸서 익을 때까지 쪄 만드는 론똥(Lontong)이나 자주 밥을 뭉쳐서 네모꼴의 작은 광주리에 넣은 쿠츠팟도 자주 볼 수 있는 음식이다.

## 지역적 다양성
중서부지역에서는 늦은 오후에 식사를 하고 정오 즈음에 식사를 한다. 이 때는 가족 모두가 모여 같이 식사해야 한다. 높은 온도의 날씨에서 음식을 오랜 시간 둘 경우 상하기 때문에 같이 음식을 먹고 치우는 것이 관습화된 것이다. 내놓은 음식을 다시 데워서 저녁에 먹기도 한다. 대부분의 음식은 윤기가 많이 나는 솔방울 모양의 장립종 쌀로 만든다. 식사에는 수프나 마늘을 곁들인 샐러드도 포함된다.
동부 지역에서는 지역 문화의 특성상 파푸아뉴기니나 티모르의 영향을 많이 받아 태평양 문화권의 성격을 띤다. 식사는 탄수화물 위주로 구성되며 사고야자에서 뽑은 사고나 곡물로 이를 섭취한다.

## 부식
대부분의 도시에서는 중국식 국수나 만두를 파는 사람들을 볼 수 있고 식당들도 대개 그런 편이다. 그래서인지 인도네시아-중국 음식의 문화가 도입되었다. 인도네시아인들은 거의 무슬림이기 때문에 포크를 쓰지 않는다. 길에서 음식을 파는 사람들은 아주 흔하고 자전거나 작은 차에 물건을 싣고 돌아다니면서 파는 사람도 꽤 있다.

## 과일
시장에 가면 아주 다양한 종류의 열대 과일을 볼 수 있다. 과일은 인도네시아 식단에서 중요한 부분을 차지하는데 그냥 먹기도 하고 달게 해서 후식으로 먹기도 한다.
이렇게 이용되는 많은 과일은 인도네시아 토종이며 대개는 인도네시아 망고스틴이나 람부탄을 포함한 주변의 열도에서 생산된다. 한편 다른 종은 인근 열대 국가에서 수입하나 원산지는 확실하지 않다.
바나나와 코코넛도 특별한 재료이다.

## 같이 보기
- 동남아시아 요리